# Хлористосвинцово-магниевый элемент
Хлористосвинцово-магниевый элемент — первичный химический источник тока, в котором анодом служит магний, катодом — хлористый свинец в смеси с графитом, а электролитом — раствор хлорида натрия.
Хлористосвинцово-магниевые элементы применяются в качестве источников тока длительного хранения, в том числе резервных и аварийных источников (активируются путём заполнения пресной или морской водой); в аппаратуре обнаружения морских объектов, навигации, радиосвязи, для питания проблесковых огней, дымовых шашек, энергоснабжения аппаратуры метеозондов. Важная область использования — в различных спасательных средствах, морских и речных, для питания устройств (прежде всего осветительных), спасательных жилетов, спаскостюмов, плотов и др.
При попадании в воду потерпевший выдёргивает пробку, батарея заполняется водой и включается сигнальная лампа спасательного средства. Водоактивируемые хлористосвинцово-магниевые элементы используются для питания постоянным током метеорологической, геофизической и аварийно-спасательной аппаратуры.
Характеристики
- Удельная энергоёмкость — 45—50 Вт·ч/кг
- Удельная энергоплотность — 70—98 Вт·ч/дм³
- ЭДС — 1,1 B